# Tika (Misso)
Tika – wieś w Estonii, w prowincji Võru, w gminie Misso.